# Język guriaso
Język guriaso, także: muno, menóu – język papuaski z prowincji Sandaun w Papui-Nowej Gwinei (dystrykt Amanab).
Według danych z 2014 r. (Ethnologue) posługuje się nim 1500 osób. Inne szacunki (2018) sugerują, że ma ok. 160 użytkowników. 
Jego użytkownicy zamieszkują pięć wsi: Guriaso, Maragin, Wuraboi, Ekas i Mafuara. W niektórych miejscowościach zaobserwowano spadek jego użycia. W użyciu jest także tok pisin. Określenie „guriaso” pochodzi od nazwy jednej z wsi.
Został zaliczony do niewielkiej rodziny języków kwomtari, ale jest wyraźnie odrębny od pozostałych jej przedstawicieli. Odnotowano jedynie małą grupę wyrazów pokrewnych oraz pewien zasób wspólnych cech typologii; podobieństwa te mogą być przypadkowe. Bywa rozpatrywany jako język izolowany.
Nie został dobrze poznany, opublikowane materiały (z lat 80. XX w.) ograniczają się do podstawowych danych gramatycznych i leksykalnych. Nie wykształcił piśmiennictwa.